# Tavaszi szél vizet áraszt
Tavaszi szél vizet áraszt (tłum. wiosną wiatr wzburza wodę) – węgierska pieśń ludowa pochodząca z Mołdawii, która związana jest z madziarskojęzyczną grupą etniczną Czangoszów. Utwór jest jedną z najpopularniejszych węgierskich pieśni ludowych.
Tekst pieśni opowiada o cudzie życia, możliwościach i szansie na nowy początek, a także ciągłości i wiecznej nadziei, którą można znaleźć w otaczającym ludzi zamęcie.

## Historia
W 1930 roku Sándor Veress, uczeń Béli Bartóka i Zoltána Kodálya, odwiedził Mołdawię. Zebrał tam zbiór regionalnych pieśni, wśród których była też „Tavaszi szél vizet áraszt”. Veress udał się wtedy do małej wioski Valea Seacă (węg. Bogdánfalva), zamieszkałej przez Czangoszów. Znajdowała się tam węgierska szkoła, gdzie odkrył tę węgierską pieśń ludową.
Utwór „Tavaszi szél vizet áraszt” jest w starym mołdawskim stylu. Przez dziesięciolecia dzieło stało się jedną z najpopularniejszych węgierskich pieśni ludowych. Utwór jest też popularny wśród obcokrajowców, ponieważ tekst ma mniej skomplikowaną fonetykę – w pierwszych dwu zwrotkach występuje tylko 6 z 14 samogłosek.
Ta ludowa pieśń śpiewana jest przez, posługującą się językiem madziarskim, grupę etniczną Czangoszów w mołdawskich szkołach i kościołach.

## Tekst w języku węgierskim
Źródło: 
| Tavaszi szél vizet áraszt, virágom, virágom. Minden madár társat választ, virágom, virágom. | Hát én immár kit válasszak, virágom, virágom. Te engemet, én tégedet, virágom, virágom. | Bújjunk egymás árnyékjába, virágom, virágom. Bújjunk egymás árnyékjába, virágom, virágom. | Zöld pántlika, könnyű gúnya, Virágom, virágom, Mert azt a szél könnyen fújja, Virágom, virágom. | De a fátyol nehéz ruha, Virágom, virágom, Mert azt a bú leszaggatja, Virágom, virágom. |

## Wersje innych wykonawców
Queen
Gdy w lipcu 1986 roku brytyjski zespół Queen wystąpił w Budapeszcie, podczas trasy Magic Tour, wykonał na okoliczność ich pierwszego (i jedynego) koncertu za żelazną kurtyną pieśń „Tavaszi szel vizet araszt”. Utwór wykonali Freddie Mercury (śpiew) i Brian May (gitara) podczas akustycznego fragmentu występu grupy. Bezpośrednio przez odśpiewaniem i wokalizą Mercury stwierdził: „teraz jest trudniejszy kawałek”; po zakończeniu pieśni May pozdrowił w języku węgierskim publiczność słowem: [e]gészségedre (tłum. na zdrowie). Grupa zagrała na Stadionie Ludowym (Népstadion), gdzie pojawiło się 80 000 fanów zespołu, którzy przybyli z wielu innych państw bloku wschodniego. Mercury, zanim zaśpiewał utwór, zapisał na wewnętrznej stronie lewej dłoni tekst pieśni w zapisie fonetycznym.
Po raz pierwszy zapis koncertu wydano w 1987 roku na VHS Live in Budapest (reż. János Zsombolyai). W 2012 roku wydane zostało DVD Hungarian Rhapsody: Queen Live in Budapest ’86 z zapisem koncertu zespołu Queen, na którym znalazła się ta węgierska pieśń ludowa.
Guns N’ Roses
W maju 1992 roku na tym samym budapesztańskim stadionie (Népstadion) amerykański zespół rockowy Guns N’ Roses zagrał utwór „Tavaszi szel vizet araszt”.